# Polymastia manusdiaboli
Polymastia manusdiaboli är en svampdjursart som först beskrevs av Carl von Linné 1767.  Polymastia manusdiaboli ingår i släktet Polymastia och familjen Polymastiidae. Inga underarter finns listade i Catalogue of Life.